# Агеев, Александр Владимирович
Александр Владимирович Агеев (1900—декабрь 1990) — советский военный деятель, генерал-лейтенант инженерно-авиационной службы.

## Биография
В 19-летнем возрасте вступил в РККА. Член ВКП(б) с 1925 года.
Участник советско-финляндской войны 1939—1940 годов, за боевые заслуги награждён орденом Ленина (1940).
Бригадный инженер. Служил главным инженером инженерно-авиационной службы военно-воздушных сил Ленинградского военного округа, последняя довоенная должность — начальник инженерно-авиационной службы военно-воздушных сил ЛВО.
Участник Великой Отечественной войны. Защитник Ленинграда.
На протяжении Великой Отечественной войны — главный инженер инженерно-авиационной службы ВВС Ленинградского фронта.
3 июня 1942 года А. В. Агееву было присвоено звание генерал-майора инженерно-авиационной службы, 19 августа 1944 года — звание генерал-лейтенанта инженерно-авиационной службы.
Внёс значительный вклад в дело обеспечения боевых действий и повышения боеспособности частей ВВС по защите Ленинграда от немецко-фашистских захватчиков.
После войны был генералом-инспектором инженерно-авиационной службы ВВС.

## Награды
- Орден Ленина (дважды)
- Орден Красного Знамени (трижды)
- Орден Отечественной войны 1 степени
- медали СССР

### Иностранные награды
- Командор Ордена Британской Империи (Великобритания, 1944) [2]